# Кайманові Острови на літніх Олімпійських іграх 2016
Кайманові Острови на літніх Олімпійських ігор 2016 були представлені 5 спортсменами в трьох видах спорту. Жодної медалі олімпійці Кайманових Островів не завоювали.

## Спортсмени
| Дисципліна       | Чоловіки | Жінки | Разом |
| ---------------- | -------- | ----- | ----- |
| Легка атлетика   | 2        | 0     | 2     |
| Вітрильний спорт | 0        | 1     | 1     |
| Плавання         | 1        | 1     | 2     |
| Разом            | 3        | 2     | 5     |

## Легка атлетика
Легенда
- Note – для трекових дисциплін місце вказане лише для забігу, в якому взяв участь спортсмен
- Q = пройшов у наступне коло напряму
- q = пройшов у наступне коло за добором (для трекових дисциплін - найшвидші часи серед тих, хто не пройшов напряму; для технічних дисциплін - увійшов до визначеної кількості фіналістів за місцем якщо напряму пройшло менше спортсменів, ніж визначена кількість)
- NR = Національний рекорд
- N/A = Коло відсутнє у цій дисципліні
- Bye = спортсменові не потрібно змагатися у цьому колі
- NM = жодної успішної спроби

Трекові і шосейні дисципліни
| Спортсмен    | Дисципліна                               | Попередній забіг | Попередній забіг | Чвертьфінал | Чвертьфінал | Півфінал        | Півфінал        | Фінал           | Фінал           |
| Спортсмен    | Дисципліна                               | Результат        | Місце            | Результат   | Місце       | Результат       | Місце           | Результат       | Місце           |
| ------------ | ---------------------------------------- | ---------------- | ---------------- | ----------- | ----------- | --------------- | --------------- | --------------- | --------------- |
| Роналд Форбс | біг на 110 метрів з бар'єрами (чоловіки) | 14.67            | 6                | Н/Д         | Н/Д         | Завершив виступ | Завершив виступ | Завершив виступ | Завершив виступ |
| Кемар Хайман | біг на 100 метрів (чоловіки)             | Bye              | Bye              | 10.34       | 7           | Завершив виступ | Завершив виступ | Завершив виступ | Завершив виступ |

## Вітрильний спорт
| Спортсмен     | Дисципліна   | Заплив | Заплив | Заплив | Заплив | Заплив | Заплив | Заплив | Заплив | Заплив | Заплив | Заплив | Очки | Фінал rank |
| Спортсмен     | Дисципліна   | 1      | 2      | 3      | 4      | 5      | 6      | 7      | 8      | 9      | 10     | M*     | Очки | Фінал rank |
| ------------- | ------------ | ------ | ------ | ------ | ------ | ------ | ------ | ------ | ------ | ------ | ------ | ------ | ---- | ---------- |
| Флоренс Аллан | Лазер радіал | 35     | 34     | 31     | 36     | DNF    | DNF    | 32     | 34     | 33     | 36     | EL     | 308  | 36         |

M = Медальний заплив; EL = Вибув – не потрапив до медального запливу

## Плавання
| Спортсмен      | Дисципліна                           | Попередній заплив | Попередній заплив | Півфінал         | Півфінал         | Фінал            | Фінал            |
| Спортсмен      | Дисципліна                           | Час               | Місце             | Час              | Місце            | Час              | Місце            |
| -------------- | ------------------------------------ | ----------------- | ----------------- | ---------------- | ---------------- | ---------------- | ---------------- |
| Джеффрі Батлер | 400 метрів вільним стилем (чоловіки) | 4:07.87           | 48                | Н/Д              | Н/Д              | Завершив виступ  | Завершив виступ  |
| Лара Батлер    | 100 метрів на спині (жінки)          | 1:04.98           | 29                | Завершила виступ | Завершила виступ | Завершила виступ | Завершила виступ |